# Adventure Island (videojuego)
Adventure Island, conocido en Japón como Takahashi Meijin no Bōken Jima (高橋名人の冒険島?   trad. "Isla de aventura del maestro Takahashi") es un videojuego desarrollado y distribuido por Hudson Soft para las consolas NES, Game Boy, ordenador MSX, Consola Virtual de Wii, Game Boy Advance (Classic NES Series), y en los Teléfonos móviles. También es conocido como Hudson's Adventure Island.

## Sinopsis
Nuestro personaje es Master Higgins, el cual debe rescatar a su novia (llamada Tina), de los jefes de cada mundo. En los niveles hay huevos que contienen objetos dentro y el jugador debe patearlos o golpearlos, para así de esa manera romperlos y poder recoger los objetos. En los huevos se pueden encontrar, por ejemplo, hachas para derrotar a los enemigos. Si ya se tiene en uso un hacha, puede tocar una patineta que mejora un poco la velocidad del personaje, o una flor que duplica el puntaje que otorgan las frutas. También se puede hallar un hada madrina que otorga inmunidad al personaje por un periodo de tiempo (toca en casi todas las primeras rondas), o una berenjena venenosa que chupa toda la energía hasta dejar moribundo al personaje si no se toma algunas frutas inmediatamente después de que se vaya. De igual manera pueden aparecer botellas de leche que aumentan la energía al máximo. En algunos niveles hay huevos ocultos (están allí, pero no se los puede ver). Para encontrarlos, las hachas que tiramos desaparecerán, nos posicionamos en ese lugar, y al saltar aparecerá el huevo. En estos huevos ocultos puede haber llaves que lleven a unas rondas de bonus donde se debe saltar sobre trampolines y conseguir frutas (aunque son escasos), u otra arma como las bolas de fuego que pueden destruir piedras y rocas rodantes que las hachas no pueden romper. Una vez que se obtengan las bolas de fuego o no se tenga un hacha a mano, y sin perder vidas; en los siguientes huevos ocultos aparecerán secuencialmente: una botella de leche saborizada (de color rosa), en el segundo, tercer y cuarto huevo oculto aparecerán anillos de oro de 2000 puntos cada uno, y en el quinto huevo oculto aparecerá un pequeño Master Higgins que significa una vida. Una vez completada la secuencia de huevos ocultos se repetirá empezando por la leche rosa, los tres anillos y una vida. Al final de la primera ronda hay un huevo oculto donde se encuentra la Abeja Hudson, que ayudará a continuar el juego desde el nivel donde se perdió todas las vidas sin tener que empezar todo de nuevo y retroceder hasta la primera ronda. Igualmente puede aparecer una vasija por cada nivel en medio del camino, estas vasijas hacen que se duplique el puntaje de energía sobrante después de llegar a la meta; éstas no siempre se encuentran visibles, por lo tanto, pueden estar escondidas dentro de algún obstáculo o enemigo falso.

## Sistema de juego
Adventure Island posee un sistema de juego simple (basado en el exitoso juego Arcade de SEGA, Wonder Boy): el botón A se utiliza para saltar y el B para atacar.

## Áreas
Adventure Island posee 8 áreas, cada una dividida en cuatro rondas (1-1, 1-2, 1-3, 1-4), y a su vez cada ronda en 4 fases. Cada área tiene un jefe que siempre aparecerá al final de la ronda 4 correspondiente.
Los tipos de rondas más habituales son: las costa, el mar, la cueva y el bosque. La costa suele ser la ronda más fácil, aunque no tiene mucha diferencia con el mar. Casi siempre, después del mar viene la cueva. En la cueva la dificultad aumenta bastante, y el bosque es el más difícil, siempre es la ronda 4 y aquí está siempre el enemigo (el cual es el mismo pero va cambiando de cabeza al acabar cada área y se hace cada vez más fuerte y resistente).
- Área 1:
  - Ronda 1: Primero comienza como un bosque soleado, y desde la segunda fase van acabándose los árboles y convirtiéndose en un nivel de pradera. Generalmente muy fácil, con muy pocos obstáculos y precipicios. Antes de la tercera fase hay unos pequeños estatuas alargados donde se encuentra un bonus secreto, hay que disparar varias veces en esa área (se notará que los disparos desaparecen como si se tratara de un gran huevo oculto) y así aparecerá una plataforma que llevará a ese nivel especial.
  - Ronda 2: Se trata de un mar con plataformas de nube. Muy fácil casi más se trata de saltar sobre las nubes sin caer al mar y hay pocos pulpos voladores entre las nubes en especial en la segunda fase, las demás están casi exentas de obstáculos.
  - Ronda 3: Es una cueva mixta, de tierra y de hielo. Solo la tercera fase es de hielo. Sube ligeramente el grado de dificultad.
  - Ronda 4: Es el primer bosque oscuro del juego y el menos difícil. En la primera fase hay arañas colgando de sus telarañas y de sus árboles, luego una pequeña bandada de cuervos que vuelan irregularmente junto a una cobra. En la segunda fase hay un lobo feroz que corre a toda velocidad que al matarlo por detrás con 2 proyectiles aparece un control de NES que vale 1000 puntos, pero hay que hacerlo con cuidado porque también hay piedras que pueden hacer tropezar y echar a perder dicha hazaña, luego aparece una rana que es más fácil de evadirla esprintando (corriendo) por debajo de ella sin saltar. En la tercera fase solo hay más arañas. En la cuarta fase van desapareciendo los árboles y apareciendo el último lobo veloz, un par de rocas rodantes, piedras y siempre unas cuantas cobras que al lanzar hachas a las piedras se ponen peligrosas y pueden escupir bolas de fuego. Y al pasar las 4 fases hay 2 plataformas fijas en el aire que llevan a la primera batalla que es muy fácil. El jefe es una especie de perro musculoso y alto que avanza muy lentamente y lanza una pelota de fuego al jugador si no se le mata a tiempo, hay que saltar alto para hacerle llegar los proyectiles a la cabeza porque si se le dispara al cuerpo no se le hace ningún daño. Al vencerlo se gana 5000 puntos pero cambia de cabeza y con dicha nueva cabeza aparecerá en la batalla de la siguiente área.
- Área 2:
  - Ronda 1: Es el primer nivel de costa. Muy similar al nivel de mar pero con más suelo y con menos plataformas de nube. Aumenta ligeramente el grado de dificultad.
  - Ronda 2: Es un nivel mixto de cueva y castillo. Parece más complicado que el nivel 1-3 porque hay más obstáculos y enemigos. Es un nivel único porque no se repite en las siguientes áreas pero en una versión más dificultosa.
  - Ronda 3: Es otro nivel de cueva que también parece mezclado con el interior de una pirámide. Tiene dificultad parecida a la anterior ronda.
  - Ronda 4: Es el segundo bosque principal del juego. Aumenta la dificultad casi al doble porque hay el doble de arañas, el doble de lobos, el doble de ranas y hasta el doble de cobras; con excepción de los cuervos que vuelan más alto pero no hay más cantidad de estos. Aquí el jefe es la misma ente musculosa pero con la cabeza de un búho, es ligeramente más rápido que el perro y muere con 2 disparos extra.
- Área 3:
  - Ronda 1: Es un nivel de castillo de ladrillos azules y suelo amarillo. Es algo más difícil que las cuevas del anterior área porque hay varios precipicios. Aquí también se encuentra una zona de bonus cerca a la segunda fase que se habilita disparando varias veces en ese lugar.
  - Ronda 2: Es un nivel de sábanas y praderas. Similar al del primer bosque pero sin árboles. Parece una gigantesca montaña porque al avanzar la pantalla va primero como subiendo y subiendo al cielo pero desde la tercera fase bajando y bajando. Hay escasez de precipicios pero también varios obstáculos.
  - Ronda 3: Lo mismo que el nivel Área 1 - Ronda 2 pero con aumento de pulpos saltarines, y algunas plataformas de nube al pisarlas se funden y caen al mar por lo cual hay que saltar inmediatamente al otro extremo del camino antes de caerse junto con la nube.
  - Ronda 4: Es el tercer bosque nocturno principal. Solo en la primera fase parece que se triplica todos los obstáculos respecto a los anteriores bosques finales, pero en las siguientes fases van variando los obstáculos acostumbrados. A partir de la segunda fase hay 3 ranas, 3 lobos veloces que incluso saltan al disparar a donde sea, la misma cantidad de arañas que en bosque 1-4 y un incremento de piedras y cobras. En la tercera fase aparece la primera berenjena venenosa en un nivel de bosque. Aquí uno de los 2 puentes antes de la batalla se cae al ser pisado. El jefe aquí es el mismo ser musculoso de siempre pero con cabeza de extraterrestre (por su único ojo); ya es casi el doble de rápido que el primer jefe y muere con 4 disparos extra.
- Área 4:
  - Ronda 1: Es exactamente igual al primer nivel de todo el juego nada más que hay hasta el triple o 4 veces más dificultad y obstáculos. La primera fase se hace fácil porque toca un hada madrina que durará hasta el comienzo de la segunda fase si se va corriendo en el nivel.
  - Ronda 2: Es el primer nivel que parece un camino de zampoñas plateadas gigantescas pero que todos los tubos están cerrados y no se puede entrar en ninguno. Hay muchas gradas y variaciones que hacen que no sea muy fácil avanzar rápido. Este nivel no es único porque se repetirá en las áreas 6 y 8 pero con el doble y el triple de dificultad.
  - Ronda 3: Es la primera cueva congelada de principio a fin. Idéntico a la tercera fase del nivel 1-3 solo que todas las fases de la A a la D están congeladas. El suelo es muy resbaloso por lo tanto hay que ir con cuidado, hay tanto carámbanos como otros obstáculos y precipicios.
  - Ronda 4: Es el cuarto bosque antes del cuarto jefe. Hay una variación de obstáculos y algunos cambian de lugar. En la segunda fase ya aparecen 4 ranas. La tercera fase se hace fácil por la aparición de un hada madrina, que durará hasta la cuarta fase si se avanza rápido. El jefe aquí parece ser un monstruo combinación de una morsa y un felino (por sus 2 grandes colmillos); su movimiento ya es notoriamente más rápido y muere con 6 disparos extra, puede arrojar pelotas de fuego más seguido y cada menos segundos.
- Área 5:
  - Ronda 1: Lo mismo que el nivel 2-1 pero con un ligero aumento de peligros y obstáculos. No toca ningún hada y hay casi el doble de pulpos saltarines.
  - Ronda 2: Lo mismo que el nivel 2-3 pero con otros colores de paredes y suelo, y con un serio aumento de dificultad.
  - Ronda 3: Lo mismo que el nivel 3-1 pero con un bonito tema añil como si se tratara de una cueva congelada pero con suelo firme y no resbaloso, con más obstáculos. Hay una berenjena que no aparecía antes. En la tercera fase aparecen murciélagos que caen del techo y vuelan hacia el jugador, así como también más rocas rodantes; y en la cuarta fase caen todas las plataformas al pisarlas y es muy difícil hacerlo sin tratar de caer al vacío, cosa que no pasaba en el anterior nivel mencionado porque caían intercaladamente (una sí, la siguiente no).
  - Ronda 4: Es el quinto bosque principal y al contrario baja el grado de dificultad respecto a los bosques 3-4 y 4-4, a momentos parece el bosque 1-4 pero con aumento de cuervos y piedras, y diferente movimiento de las arañas colgadas en los árboles. Aquí el jefe tiene cabeza de gato y tiene el doble de resistencia y el triple de velocidad que el primer jefe.
- Área 6:
  - Ronda 1: Lo mismo que los niveles 1-2 y 3-3 pero la primera plataforma ya no se encuentra por lo cual esa zona se convierte en un gran acantilado peligroso y hay que dar un gran salto pero sin tratar de tomar la berenjena venenosa que hará que se pierda muy fácil en este nivel porque hay un serio aumento de pulpos voladores por todos lados, y tampoco toca un hada madrina que haga más fácil la tercera fase, y la cuarta fase es aún más difícil.
  - Ronda 2: Es la versión el doble de difícil del nivel 1-3. Por los colores parece una cueva de lava seca pero en esta primera entrega del juego no existen niveles así ni dinosaurios que ayuden a atravesarlos. Y la fase congelada parece estar aún más congelada por el color lila que hace parecer un peligroso grado de congelamiento, y hay bastantes carámbanos.
  - Ronda 3: Es la repetición del nivel 4-2 pero con el doble de obstáculos y dificultad, excepto por la tercera fase donde se encuentra un hada.
  - Ronda 4: Aquí aumenta seriamente el grado de dificultad pues casi por cada araña colgada hay una fogata por debajo, hay un aumento de otros obstáculos excepto de cuervos porque estos se hacen menos. Acá aparecen 6 ranas y la última es verde y no salta. A partir de aquí en la tercera fase aparece una berenjena venenosa y al terminarla hay un gran enjambre de arañas que no aparecía antes. A partir de aquí los 2 puentes antes de la batalla se caen al ser pisados por lo cual hay que ir corriendo a velocidad. Aquí el jefe parece ser un unicornio pero con colmillos y es seriamente más rápido que los anteriores jefes, y arroja más seguido las pelotas de fuego; muere con 10 disparos extra respecto al primer jefe.
- Área 7:
  - Ronda 1: Es lo mismo que el nivel 4-3 pero en su versión lila y más peligrosa. Las plataformas congeladas tienen diferente movimiento y hay un ligero cambio pero también aumento de obstáculos.
  - Ronda 2: Lo mismo que los niveles 2-1 y 5-1 pero 3 veces más difícil. Obviamente hay aumento de obstáculos. Y antes de acabar la fase final hay una fila de nubes que caen más veloz y de 2 en 2, y hay que esperar el momento preciso para atravesarlas y no dejarse ganar por la velocidad de caída de las nubes.
  - Ronda 3: Es la última repetición de los niveles 2-3 y 5-2. Parece una cueva hecha totalmente de cemento porque es completamente gris. Y hay un aumento serio de obstáculos y dificultad incluso más que el triple.
  - Ronda 4: Es el penúltimo bosque nocturno. Hay un gran aumento de arañas, piedras, 7 ranas; y la cuarta fase parece mucho más complicada de lo habitual. El jefe parece ser el mismo búho del nivel 2-4 pero como con un sombrero puesto, es 5 veces más veloz y muere con 20 disparos.
- Área 8:
  - Ronda 1: Es la versión hasta 4 veces más difícil de los niveles 4-2 y 6-3. Hay demasiadas ranas, cabezas giratorias de esqueletos, rocas rodantes, cuervos, fogatas y hasta 2 berenjenas venenosas, por lo cual se haría imposible cruzar éste nivel sin un hacha a mano, afortunadamente toca al inicio del nivel.
  - Ronda 2: Es la última repetición del nivel 1-2. Es la versión complicada al máximo de dicho nivel. Aparte de no aparecer la primera plataforma, y tampoco ningún hacha para atacar, hay peligrosos pescados planos que avanzan saltando en medio de los pulpos saltarines, y esto hace al extremo complicado el nivel. Y por regla aparece en la tercera fase un hada madrina que no se convierte en un hacha ni estando con las manos vacías, por lo tanto la cuarta fase es todavía peor.
  - Ronda 3: Es la versión más complicada de los castillos 3-1 y 5-3, pero con paredes verdes y suelo anaranjado. Hay demasiado aumento de obstáculos y peligros. En la tercera fase caen más murciélagos, y por cada roca rodante hay una fogata ardiendo que hace que sea más difícil subir las gradas; y en la cuarta fase no solo caen todas las plataformas al pisarlas sino que al mismo tiempo hay que saltar disparando porque también caen murciélagos de arriba lo cual hacen esta fase muy agobiante, y peor con lo que al final al lograr pasar todas las plataformas aparece en la punta del camino una vasija disfrazada de falsa fogata hace parecer un nivel de infarto.
  - Ronda 4: Es el último bosque final y el más complicado de todos. Hay un máximo incremento de enemigos y obstáculos (algunos superpuestos). En la segunda fase ya aparecen 8 ranas pero solo la séptima no salta, y también aparece otra que persigue. Solo en las áreas donde aparecen las banderas de cambio de fase se ponen vacías pero al pasarlas vuelven todos los peligros. Acá se encuentra el último jefe. Al ingresar a la zona de batalla se parece muchísimo hasta en los colores de las paredes a la primera batalla, al igual que en todas las demás; incluso el jefe tiene un cuerpo idéntico al primero, solo que tiene la cabeza de un tigre furioso y se mueve hasta 10 veces más rápido que el primer jefe y tiene el triple de resistencia; a cada segundo arroja sus pelotas de fuego y es muy difícil acabar con él, pero al acabarlo finalmente ya no se restaura su cabeza por otra superior sino que su cuerpo decapitado se hunde en el vacío. Al lograr derrotarlo Master Higgins por fin encuentra a su novia pues la ha rescatado.